# П'єтрельчина
П'єтрельчина (італ. Pietrelcina) — муніципалітет в Італії, у регіоні Кампанія, провінції Беневенто.
П'єтрельчина розміщена на відстані близько 220 км на схід від Рима, 65 км на північний схід від Неаполя, 10 км на північний схід від Беневенто.
Населення — 3123 особи (2014).
Щорічний фестиваль відбувається 3 грудня. Покровителька — Мадонна ви́зволення.

## Демографія
Населення за роками:

Станом на 1 січня 2023 року в муніципалітеті офіційно проживав 131 іноземець з 33 країн, серед них 38 громадян країн Євросоюзу та 10 громадян України.

## Сусідні муніципалітети
- Беневенто
- Падулі
- Паго-Веяно
- Песко-Санніта